# 专修大学短期大学部
专修大学短期大学部（日语：／ Senshū Daigaku Tanki Daigakubu *）是过去一所位于日本东京都千代田区的私立短期大学。

## 概要

### 简介
- 短期大学为于1950年开办[1]、由学校法人专修大学经营。招生到1962年、停办于1965年[2][1]。

### 历史
- 1950年 专修大学短期大学部成立并同时设置两个学科、以下列举。
  - 商经科
  - 法律实际业务科[2]。
- 1962年 最后招生[2]。
- 1965年 停办[2][1]。

## 学校环境
- 校区：在了东京都千代田区

## 历任校长
- 铃木义男：第一代短期大学校长
- 小林良正
- 相马胜夫:最后现在短期大学校长[3]。

## 组织

### 学科
- 商经科
- 法律实际业务科

### 专科
| - 没有 |

### 业余课程
| - 没有 |

## 相关链接
- 日本短期大学列表
- 专修大学
- 专修大学北海道短期大学：招生到2010年、于2013年停办。